# Parafia Przemienienia Pańskiego w Rachaniach
Parafia Przemienienia Pańskiego w Rachaniach – rzymskokatolicka parafia należąca do dekanatu Tomaszów-Północ diecezji zamojsko-lubaczowskiej. Została utworzona przed 1435. Mieści się przy ulicy Partyzantów. Parafię prowadzą księża diecezjalni.
Do parafii należą wierni z następujących miejscowości: Falków, Józefówka, Pawłówka, Rachanie, Tymin, Werechanie. 
Parafia ma dwa kościoły filialne:
- Kościół pw. Matki Bożej Łaskawej i św. Floriana w Werechaniach
- Kościół pw. Sw. Maksymiliana Marii Kolbe w Pawłówce